# Rozkoșivka, Teplîk
Rozkoșivka (în ucraineană Розкошівка) este un sat în comuna Strajhorod din raionul Teplîk, regiunea Vinnița, Ucraina.

## Demografie
Componența lingvistică a localității Rozkoșivka
     Ucraineană (99,85%)
     Alte limbi (0,15%)
Conform recensământului din 2001, majoritatea populației localității Rozkoșivka era vorbitoare de ucraineană (99,85%), existând în minoritate și vorbitori de alte limbi.